# Орёл и сокол

Эмблема организации «Орёл и сокол»

«Орёл и сокол» (нем. «Adler und Falke») — молодёжная нацистская организация, созданная в Тюрингии в начале 1920 года Вильгельмом Коцде-Коттенродтом. Была одним из участников движения Вандерфогель. В 1921 году насчитывала 3000 членов в Германии, Австрии и Богемии.

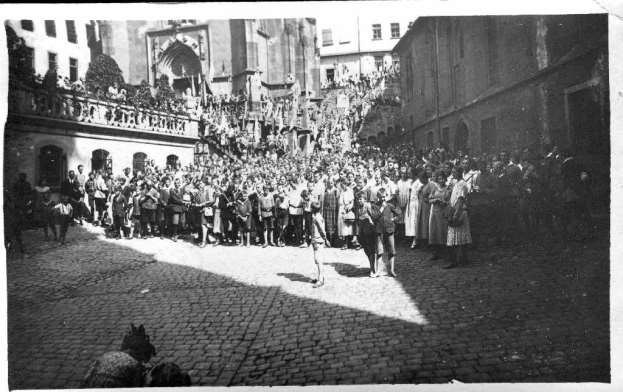
Манифестация в 1924 году

Поддерживала идеологию нацизма. Целью организации было «обновление немецкого народа» на основе немецкой культуры и избежание «чужого влияния» на её членов. Молодёжь была объединена в федерацию, так как её цель также должна была быть достигнута за счёт формирования «этнических семей».
Неоднократно запрещалась властями Веймарской республики.
Возобновила свою деятельность с разрешения нацистского министра внутренних дел Вильгельма Фрика.
В 1933 году перевела всех своих членов в возрасте до 18 лет в Гитлерюгенд, чуть позже прекратила существование.

## Известные члены
- Леерс, Йоханн фон
- Оберлендер, Теодор